# Eleccions al Parlament d'Ucraïna de 2002
Les eleccions al Parlament d'Ucraïna de 2002 es van dur a terme el 31 de març de 2002 a Ucraïna. La meitat dels diputats de Rada Suprema (Parlament d'Ucraïna) van ser escollits en forma proporcional, mentre que l'altra meitat foren elegits per vot popular en circumscripcions de mandat únic. Per tal d'obtenir qualsevol escó (proporcional) a la Rada Suprema cal haver rebut almenys el 4% del vot popular.

## Resultats de l'elecció per vot popular
Dels 33 partits polítics i blocs que van participar en l'elecció, 8 van passar la barrera del 4% requerit, i assoliren escons al Parlament:
- Bloc Víktor Iúsxenko la Nostra Ucraïna, 23,57%
- Partit Comunista d'Ucraïna, 19,98%
- Per Ucraïna Unida, 11,77%
- Bloc Iúlia Timoixenko, 7,26%
- Partit Socialista d'Ucraïna, 6,87%
- Partit Socialdemòcrata d'Ucraïna (unit), 6,27%

Els altres blocs i partits reuniren un total del 24% de vots, però no passaren la barrera del 4%. Entre ells el Bloc Natalia Vitrenko amb un 3,22%, Unió Política "Dones per al Futur" amb el 2,11%, i el Bloc «Equip de Generació d'Hivern» amb el 2,02%.
El Bloc d'Iúsxenko va reunir la majoria del seu suport a les regions central i occidental d'Ucraïna, inclosa la ciutat de Kíiv. El Partit Comunista d'Ucraïna va rebre la majoria dels vots de les regions oriental i meridional, així com de Crimea. El Bloc Ucraïna Unida, que incloïa el Partit de les Regions de Víktor Ianukòvitx, va obtenir la majoria dels vots de les regions orientals d'Ucraïna. l'óblast de Donetsk era la fortalesa del bloc, on va rebre més de dues vegades el nombre de vots (36,83%) en comparació amb la següent regió amb més vots, la província de Sumi, amb el 17,05% dels vots de la regió. El suport al Bloc Iúlia Timoixenko procedia predominantment de les regions occidentals, mentre que els socialistes tenien suport a les regions centrals. Mentre que el bloc de Timoixenko va rebre més vots nacionals en comparació amb el Partit Socialista d'Ucraïna, que no va obtenir la majoria en cap de les regions, mentre que el Partit Socialista d'Ucraïna va aconseguir assegurar la pluralitat dels vots a la província de Poltava, amb un 22,05%.

## Resultats de les eleccions parlamentàries
Resultat de les eleccions a la Rada Suprema de 31 de març de 2002
| Partits i aliances | Vots       | %    | Esconss |
| --- | ---------- | ---- | ------- |
| Bloc de Víktor Iúsxenko la Nostra Ucraïna (Blok Viktora Juščenka "Naša Ukraïna") - Congrés dels Nacionalistes Ucraïnesos (Konhres ukraïns'kych nacionalistiv) - Partit Jove d'Ucraïna (Molodižna partija Ukraïny) - Moviment Popular d'Ucraïna (Narodnyj ruch Ukraïny) - Partit de la Unió Cristiano-Popular (Partija chrystyjans'ko-narodnyj sojuz) - Partit Reformes i Ordre (Partija reformy i porjadok) - Partit Republicà Cristià (Respublikans'ka chrystyjans'ka partija) - Solidaritat (Solidarnist') - Moviment Popular Ucraïnès (Ukraïns'kyj narodnyj ruch) - Endavant, Ucraïna! (Vpered, Ukraïno!) | 6.108.088  | 23,6 | 112     |
| Partit Comunista d'Ucraïna (Komunistyčna partija Ukraïny) | 5.178.074  | 20,0 | 66      |
| Per Ucraïna Unida (Za jedynu Ukraïnu) - Partit de les Regions (Partiya Rehioniv) - Partit Agrari d'Ucraïna (Ahrarna Partiya Ukrayiny) - Partit dels Industrials i Empresaris d'Ucraïna (Partiya Promislovtsiv i Pidpryiemtsiv Ukrajiny) - Partit Democràtic Popular (Narodno-Demokratychna Partiya) - Treball d'Ucraïna (Trudova Ukrayina) | 3.051.056  | 11,8 | 102     |
| Bloc Iúlia Timoixenko (Vyborčyj Blok Juliï Tymošenko) - Unió Panucraïnesa "Pàtria" (Vse-Ukrainske Objednannia "Batkivščyna") - Partit Popular Ucraïnès”Assemblea” (Ukraïns'ka narodna partija "Sobor") - Partit Republicà d'Ucraïna (Ukraïns'ka respublikans'ka partija) - Partit Socialdemòcrata d'Ucraïna (Ukraïns'ka social-demokratyčna partija) | 1.882.087  | 7,2  | 21      |
| Partit Socialista d'Ucraïna (Socialistyčna partija Ukraïny) | 1.780.642  | 6,9  | 24      |
| Partit Socialdemòcrata d'Ucraïna (unit) (Social-demokratyčna partija Ukraïny [ob`jednana]) | 1.626.721  | 6,3  | 24      |
| Nataliya Vitrenko Bloc (Blok Nataliï Vitrenko) - Partit Socialista Progressista d'Ucraïna (Prohresyvna socialistyčna partija Ukraïny) - Partit dels Educadors d'Ucraïna (Partija osvitjan Ukraïny) | 836.178    | 3,2  | -       |
| Dones pel Futur (Žinky za majbutnje) | 547.916    | 2,1  | -       |
| Equip de la Generació d'Hivern (Komanda ozimoho pokolinnja) - Partit Democràtic Constitucional (Konstytucijno-demokratyčna partija) - Partit Liberal Democràtic d'Ucraïna (Liberal'no-demokratyčna partija Ukraïny) - Partit de la Propietat Privada (Partija pryvatnoï vlasnosti) - Partit Democràtic Agrari Ucraïnès (Ukraïns'ka seljans'ka demokratyčna partija) | 525.025    | 2,0  | -       |
| Partit Comunista d'Ucraïna (renovat) (Komunistyčna partija Ukraïny - onovlena) | 362.712    | 1,4  | -       |
| Partit Verd d'Ucraïna (Partija Zelenych Ukraïny) | 338.252    | 1,3  | -       |
| "Poma" (Jabluko) | 299.764    | 1,2  | -       |
| Unitat (Jednist') - Unió Socialdemòcrata (Social-demokratyčnyj sojuz) - Jove Ucraïna (Moloda Ukraïna) - Partit de la Justícia Ucraïnès - Unió de Veterans, Invàlids, Supervivents de Txernòbil, Veterans de l'Afganistan (Ukraïnska partija spravedlyvosti - sojuz veteraniv, invalydiv, čornobyl'civ, afhanciv) | 282.481    | 1.1  | 4       |
| DPU-DS - Partit Democràtic d'Ucraïna (Demokratyčna partija Ukraïny) - Unió Democràtica (Demokratyčnyj sojuz) | 227.393    | 1.2  | -       |
| Sense partit |            |      | 95      |
| Total (participació 69,4%) | 24.949.945 |      | 450     |
| Font: Comissió Electoral d'Ucraïna and Brama |            |      |         |

## Canvi de fracció després de les eleccions
Després de la constitució del nou parlament es van formar diversos grups parlamentaris.
Fraccions després de les eleccions de 2002
| Partits i aliances | Nombre d'escons el 15 de maig de 2002 | Nombre d'escons el 2 de gener de 2003 | Amunt · Descens |
| Bloc de Víktor Iúsxenko la Nostra Ucraïna                                                                                          | 119                                   | 102                                   | 17 escons       |
| Partit Comunista d'Ucraïna | 64                                    | 60                                    | 4 escons        |
| Per Ucraïna Unida | 175                                   | 191                                   | 16 escons       |
| Bloc Iúlia Timoixenko | 23                                    | 18                                    | 5 escons        |
| Partit Socialista d'Ucraïna | 22                                    | 20                                    | 2 escons        |
| Partit Socialdemòcrata d'Ucraïna (unit)                                                                                            | 31                                    | 40                                    | 9 escons        |
| Font: Virtual Politics - Faking Democracy in the Post-Soviet World, Andrew Wilson, Yale University Press, 2005, ISBN 0-300-09545-7 |                                       |                                       |                 |